# Грб Сврљига
Одборници СО Сврљиг усвојили су 12. септембра 2001. године одлуку о амблему општине Сврљиг, тако да се ова комуна представља најновијим амблемом из периода првих писаних докумената, а не из периода НОБ-а. Амблем општине Сврљиг има у основи облик ратничког штита из времена настанка града. Доминантно место на грбу заузима древни град Сврљиг, из четвртог века и слово С са Сврљишког јеванђеља, документа који сасвим поуздано датира из 1279. године и који је писан у једном од манастира, у непосредној близини древног града Сврљига.
Иако временске одреднице постоје, једна од замерки била је та што те одреднице нема на амблему. Друга "замерка" је та што на амблему доминантно место заузимају куле древног града Сврљига, а њих практично нема. Једна од кула је порушена у мају 1999. године. Није утврђено да ли је кула порушена услед дејства НАТО авијације, од удара грома, јер је те ноћи владало невреме или су је срушили трагачи за давно остављеним благом.